# Tiger Hill (Pferd)
Tiger Hill (* 11. April 1995; † 27. September 2012) war ein Englisches Vollblutpferd und ein erfolgreiches Rennpferd. 

## Abstammung
Der braune Hengst wurde auf dem Gestüt Wittekindshof in Rüthen-Kneblinghausen von Danehill aus der The Filly gezogen und von Georg Baron von Ullmann aus der Familie Oppenheim 1996 für 130.000 DM auf der Badener Jährlingsauktion erworben. Sein Vater Danehill ist gemessen an der Zahl der Blacktype-Nachkommen der erfolgreichste Vererber aller Zeiten. Vater der Mutter ist der italienische Derby-Sieger Appiani, der nach dem großen Erfolg seines Sohnes Star Appeal in Deutschland als Deckhengst aufgestellt wurde.

## Rennlaufbahn
Tiger Hill war schon zweijährig ein sehr vielversprechendes Pferd. Mit Siegen im klassischen Mehl-Mülhens-Rennen in Köln und im Grossen Müller-Brot-Preis in München ging er als ungeschlagener Favorit in das Deutsche Derby auf der Galopprennbahn Hamburg-Horn. Dort scheiterte er an dem sehr schweren Geläuf, obwohl ihm solche Bodenverhältnisse durchaus lagen. Sein Jockey konnte sich schlichtweg nicht richtig auf die schwierigen Verhältnisse einstellen. Nach einem 2. Platz beim Deutschlandpreis in Düsseldorf gewann er schließlich überlegen den Großen Preis von Baden auf dem Rennplatz Iffezheim. Mit einem sehr guten 3. Platz beim Prix de l’Arc de Triomphe in Paris – nur eine Länge hinter dem Sieger – schloss er das Jahr 1998 ab. Vierjährig startete er mit einem Sieg beim Gerling-Preis in die Saison. Nach zwei zweiten Plätzen im Großen Preis der Badischen Unternehmer und dem Grand Prix de Saint-Cloud holte er mit Siegen im Bayrischen Zuchtrennen und erneut im Großen Preis von Baden zwei weitere Gruppe I Siege. Beim Publikum war der „Tiger“ sehr populär und wurde sowohl 1998 als auch 1999 zum Galopper des Jahres gewählt.

## Zuchtlaufbahn
Seine Zuchtkarriere begann Tiger Hill im Jahr 2000 auf dem Haras du Val Henry in Frankreich. Nach dem Tod des Besitzers dieses Gestüts wechselte er 2002 zum Gestüt Schlenderhan. Seine ersten Jahrgänge waren mit der Diana-Siegerin Iota, dem Gruppe I Sieger Königstiger, Kölner Bahnrekordhalter über 2400 m Oriental Tiger und der sehr guten Elopa außerordentlich erfolgreich, so dass er Ende 2005 schließlich vom renommierten Darley Gestüt in England erworben wurde. Dort war er gemessen an der großen Zahl seiner Nachkommen nicht ganz so erfolgreich wie in Deutschland. Sein bester Nachkomme Rewilding, unter anderem Sieger im Dubai Sheema Classic und den Prince of Wales’s Stakes, stammt aber aus dieser Zeit. Rewilding kam beim King George 2011 durch einen Rennunfall ums Leben. Auch sein zweitbester Sohn Oriental Tiger ging 2008 ein, bevor er seine Fähigkeit in der Zucht beweisen konnte. Nicht viel besser erging es seinem drittbesten Sohn Königstiger, der nach wenigen Jahren in der Zucht 2012 im Alter von neun Jahren nach einer Verletzung eingeschläfert werden musste. 2011 kehrte Tiger Hill nach Deutschland auf das Gestüt Fährhof zurück, wo ihm allerdings nur zwei Jahre vergönnt waren, als er am 27. September 2012 nach einem Koppelunfall eingeschläfert werden musste. Obwohl Tiger Hill in der Manneslinie wahrscheinlich keinen Nachfolger finden wird, wird sein Blut der deutschen Zucht über seine vielen guten Töchter, die sich mittlerweile auch schon als Mutterstuten bewährt haben, erhalten bleiben.